# Dumdum
Dumdum là một thành phố và khu đô thị của quận North Twentyfour Parganas thuộc bang Tây Bengal, Ấn Độ.

## Nhân khẩu
Theo điều tra dân số năm 2001 của Ấn Độ, Dumdum có dân số 101.319 người. Phái nam chiếm 52% tổng số dân và phái nữ chiếm 48%. Dumdum có tỷ lệ 82% biết đọc biết viết, cao hơn tỷ lệ trung bình toàn quốc là 59,5%: tỷ lệ cho phái nam là 85%, và tỷ lệ cho phái nữ là 78%. Tại Dumdum, 8% dân số nhỏ hơn 6 tuổi.